# Elegantly Wasted (single)
Elegantly Wasted is een nummer van de Australische alternatieve rockband INXS uit 1997. Het is de eerste single van hun gelijknamige studioalbum. Het nummer werd geschreven nadat INXS-zanger Michael Hutchence samen met U2-zanger Bono een nacht uit was geweest. 

## Ruzie
Na een ruzie met Noel Gallagher van Oasis, voegde Hutchence wat extra vocals toe aan het refrein. De tekst "I am elegantly wasted" kan namelijk ook verkeerd worden verstaan als "I am better than Oasis". De overige leden van INXS waren hier pas maanden na het uitbrengen van het album van op de hoogte. Hutchence voegde de extra vocals toe naar aanleiding van een woordenwisseling tussen Hutchence en de gebroeders Gallagher bij de Brit Awards van 1996. Bij de uitreiking ontving Gallagher een onderscheiding van Hutchence, waarop Gallagher zei: "Has-beens zouden geen prijzen mogen uitreiken aan gonna-be's." Er werd ook gemeld dat Liam Gallagher en Hutchence backstage een handgemeen hadden waarbij Hutchence een brandblusser naar Liam gooide na enkele minachtende opmerkingen die hij maakte over zijn toenmalige geliefde Paula Yates.

## Hitnoteringen
"Elegantly Wasted" was in veel landen de laatste hit voor INXS. In Australië, het thuisland van de band, bereikte het een bescheiden 48e positie. In Nederland was het nummer minder succesvol met een 90e positie in de Single Top 100. In Vlaanderen was het iets succesvoller met een 7e positie in de Tipparade.